# Estrella doble óptica

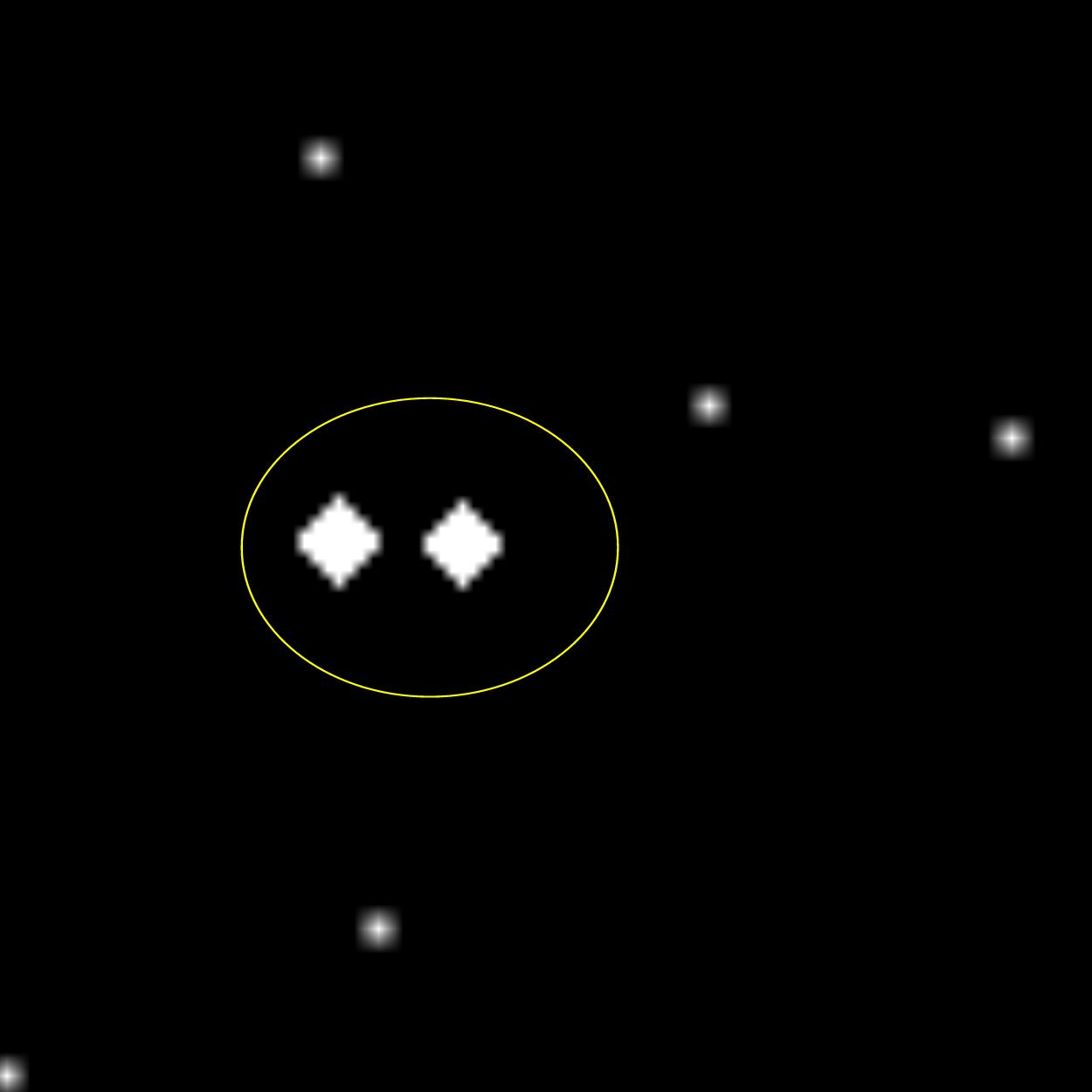
Estrella doble.

En astronomía se denomina estrella doble óptica o estrella binaria óptica a dos estrellas que aunque parecen estar muy cerca una de la otra vistas desde la Tierra, en realidad se hallan separadas por una gran distancia en el espacio y no se encuentran gravitacionalmente unidas entre sí. En este sentido son diferentes de las estrellas binarias propiamente dichas, en donde ambas estrellas se encuentran próximas en el espacio y giran alrededor de un centro de masas común.

## Características
Las estrellas dobles ópticas se distinguen de las estrellas binarias mediante su observación durante un largo período, normalmente años. Si el movimiento relativo parece lineal, se puede asumir con seguridad que el movimiento se debe únicamente al movimiento propio de las estrellas y que forman una doble óptica. En el caso de una verdadera estrella binaria, el ángulo de posición cambia progresivamente y la distancia entre ambas estrellas oscila entre un máximo y un mínimo.

### Ejemplos de estrellas dobles ópticas
| Nombre                            | Ascensión recta                   | Declinación                    | Distancia (Años luz) | Separación (segundos de arco) |
| --------------------------------- | --------------------------------- | ------------------------------ | -------------------- | ----------------------------- |
| Aldhafera (ζ Leonis) 35 Leonis    | 10h 16min 41.42s 10h 16min 32.42s | +23° 25’ 02.3’’ +23° 30′ 10.8″ | 260 100              | 333                           |
| Anser (α Vulpeculae) 8 Vulpeculae | 19h 28min 42.41s 19h 28min 57.08s | +24º 39’ 54.6’’ +24° 46′ 07.3″ | 297 484              | 424                           |
| Menkar (α Ceti) 93 Ceti           | 03h 02min 16.77s 03h 02min 22.52s | +04º 05’ 23.5’’ +04° 21′ 10.4″ | 220 550              | 951                           |